# Todor Lukanow
Todor Stantschew Lukanow (bulgarisch Тодор Станчев Луканов; * 1. Dezember 1874 in Lowetsch; † 17. Februar 1946 in Moskau) war ein bulgarischer Politiker.

## Leben
Lukanow studierte in Genf Rechtswissenschaften und war dann in Plewen als Rechtsanwalt tätig. 1897 wurde sein Sohn Karlo Lukanow, später Außenminister Bulgariens, geboren. In Plewen gründete er eine sozialdemokratische Organisation. Ab 1911 gehörte er der Zentralen Kontrollkommission der Bulgarischen Sozialdemokratischen Arbeiterpartei an. Von 1913 bis 1923 war er für vier Legislaturperioden Mitglied der Bulgarischen Nationalversammlung. Während des Ersten Weltkriegs wurde er wegen Antikriegspropaganda zu einer Gefängnisstrafe verurteilt. 1919 wurde er Mitglied des Zentralkomitees der Bulgarischen Kommunistischen Partei. Ab 1922 war er dann Sekretär des Zentralkomitees. 1923 emigrierte er in die Sowjetunion. Dort wurde er Mitglied der KPdSU. Im Jahr 1938 wurde in Moskau sein Enkel Andrei Lukanow geboren. Er war später Ministerpräsident Bulgariens. 